# Списък на политическите партии в Ямайка
Ямайка има двупартийна система, като от въвеждането на общото избирателно право през 40-те години на 20 век насам в управлението се редуват две партии:
| Партия                     | Места в Камарата на представителите | Идеология        |
| -------------------------- | ----------------------------------- | ---------------- |
| Народна национална партия  | 42                                  | Социалдемокрация |
| Ямайска лейбъристка партия | 21                                  | Консерватизъм    |